# Austrolimnophila fuscohalterata
Austrolimnophila fuscohalterata är en tvåvingeart som beskrevs av Alexander 1929. Austrolimnophila fuscohalterata ingår i släktet Austrolimnophila och familjen småharkrankar. Inga underarter finns listade i Catalogue of Life.